# مكافحة الكومنترن
مكافحة الكومنترن وكالة خاصة داخل وزارة الدعاية تحت جوزيف غوبلز في ألمانيا النازية مكلفة بإدارة حملة الدعاية المعادية للسوفييت في منتصف الثلاثينيات. كان أحد أنشطتها الرئيسية الإعلان عن أن «البلشفية كانت يهودية».

## الاتحاد السوفياتي في المنشورات المضادة للكومنترن
يتم الدعاية لخدمة غرض فوري. تم تصميم الكتب التي نشرها Nibelungen Verlag بين عامي 1935 و1941 لتأسيس Feindbild (صورة للعدو أو البعبع) للبلشفية. تصبح هذه الاختبارات مثيرة للاهتمام عند وضعها في سياق تاريخ الدعاية والعلاقات الألمانية الروسية. إنهم يقدمون أدلة على التشابك الخطابي بين الاشتراكي القومي في ألمانيا والاتحاد السوفييتي، ويوضحون ما كتبه نظام عن الآخر، ويظهرون كيف أثرت أساليب الدعاية وروايات أحد الطرفين على الآخر. تشير رواية الرحلة وإعداد مناهضة الكومنترن كرابطة إلى الأمثلة السوفييتية.

## «البلشفية اليهودية» و «مؤامرة العالم اليهودي»
بين صيف عام 1939 وربيع عام 1941، عندما تم تحالف الرايخ الثالث والاتحاد السوفييتي، تم إيقاف الدعاية المناهضة للبلاشفة. قام جوزيف جوبلز بشكل رسمي بحل مناهضة الكومنترن وركز جهود وزارته على العدو البريطاني. كان هذا يتغير مع العدوان الألماني ضد الاتحاد السوفييتي. بعد الهجوم على الاتحاد السوفياتي في 22 يونيو 1941، لاحظ جوبلز في مذكراته أن الوقت قد حان للعب «السجل المناهض للبلاشفة» مرة أخرى. كان على وزارة الدعاية حشد الجمهور الألماني المعني بالحرب ضد الاتحاد السوفييتي. سرعان ما أصبح واضحًا أن دعاية زمن الحرب كانت أكثر من مجرد تكرار للحملة المناهضة للسوفيات في أواخر الثلاثينيات. أكدت دعاية ألمانيا النازية مرة أخرى على المؤامرة اليهودية العالمية ضد الألمانية، حيث أصبح الخطاب المناهض للبلاشفة جزءًا من خطاب أدى إلى إضفاء الشرعية على الحرب العالمية والمحرقة.

## الأدب
- Walter Laqueur : Anti-Komintern ، in: Survey - A Journal of السوفياتية ودراسات أوروبا الشرقية ، العدد 48، يوليو 1963، ص 145 - 162